# Herzog & de Meuron

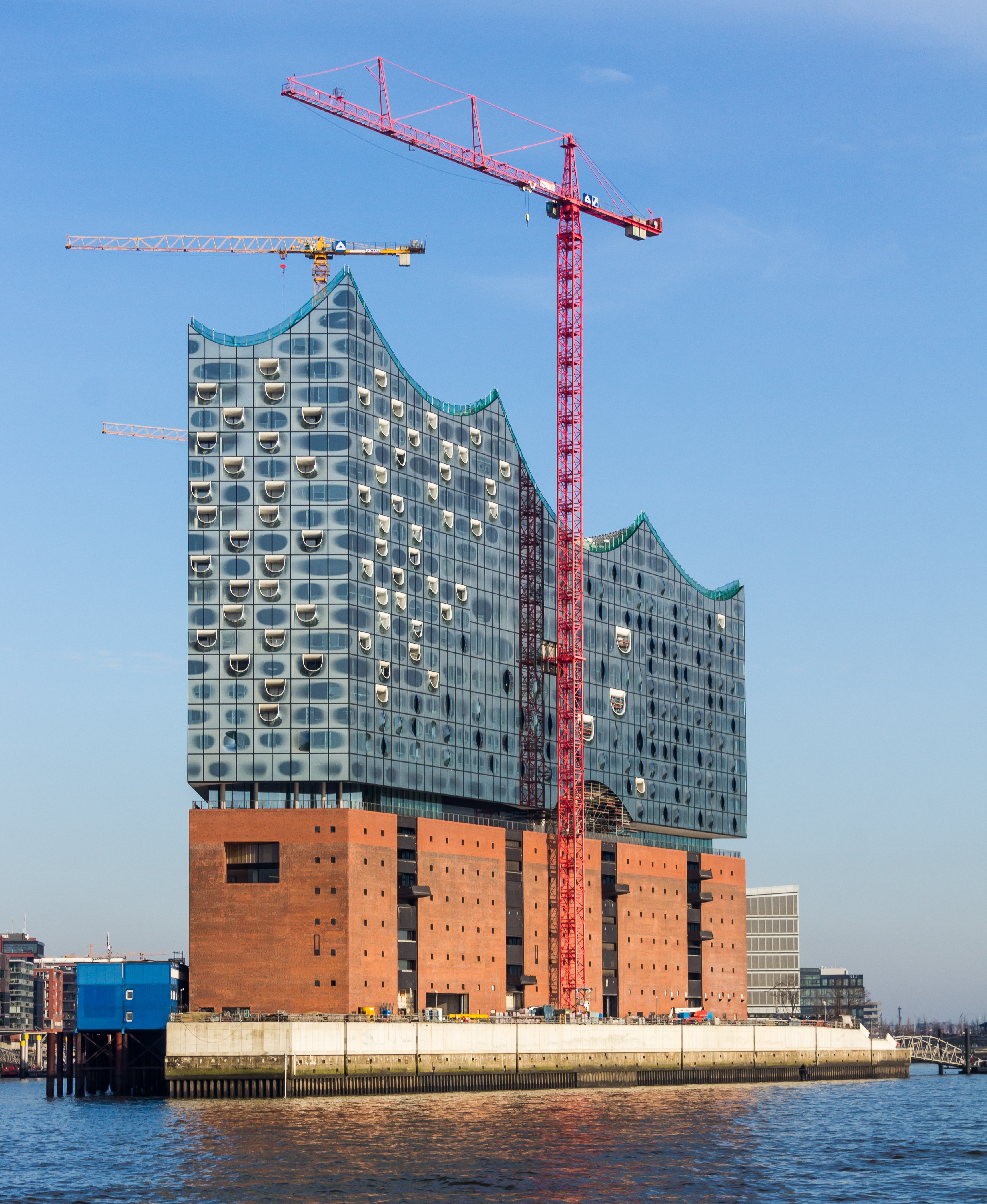
Elbphilharmonie, HafenCity i Hamburg.

Herzog & de Meuron är en schweizisk arkitektbyrå grundad av Jacques Herzog och Pierre de Meuron.
Herzog & Meurons arkitektur utmärks av enkla volymer, obearbetade material och repetition. Ändå är deras byggnader mycket sofistikerade och väcker gärna associationer till modern konst och exklusiv design. Med okonventionella konstruktioner och små variationer i mönstren åstadkommer Herzog & Meurons en arkitektur som samtidigt känns mycket välbekant och originell.[källa behövs]

## Projekt

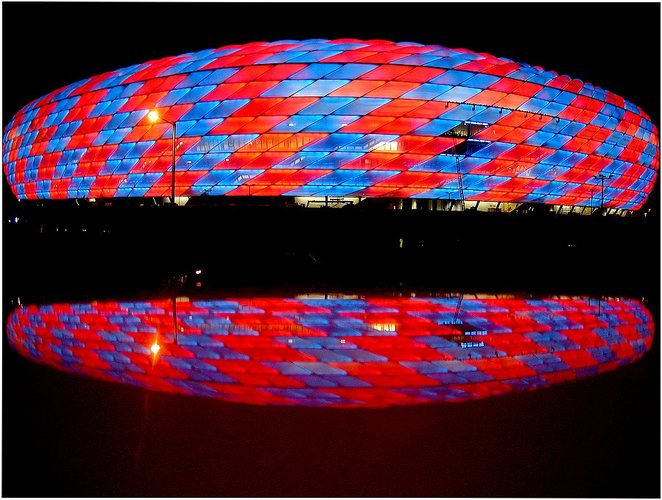
Allianz Arena i München

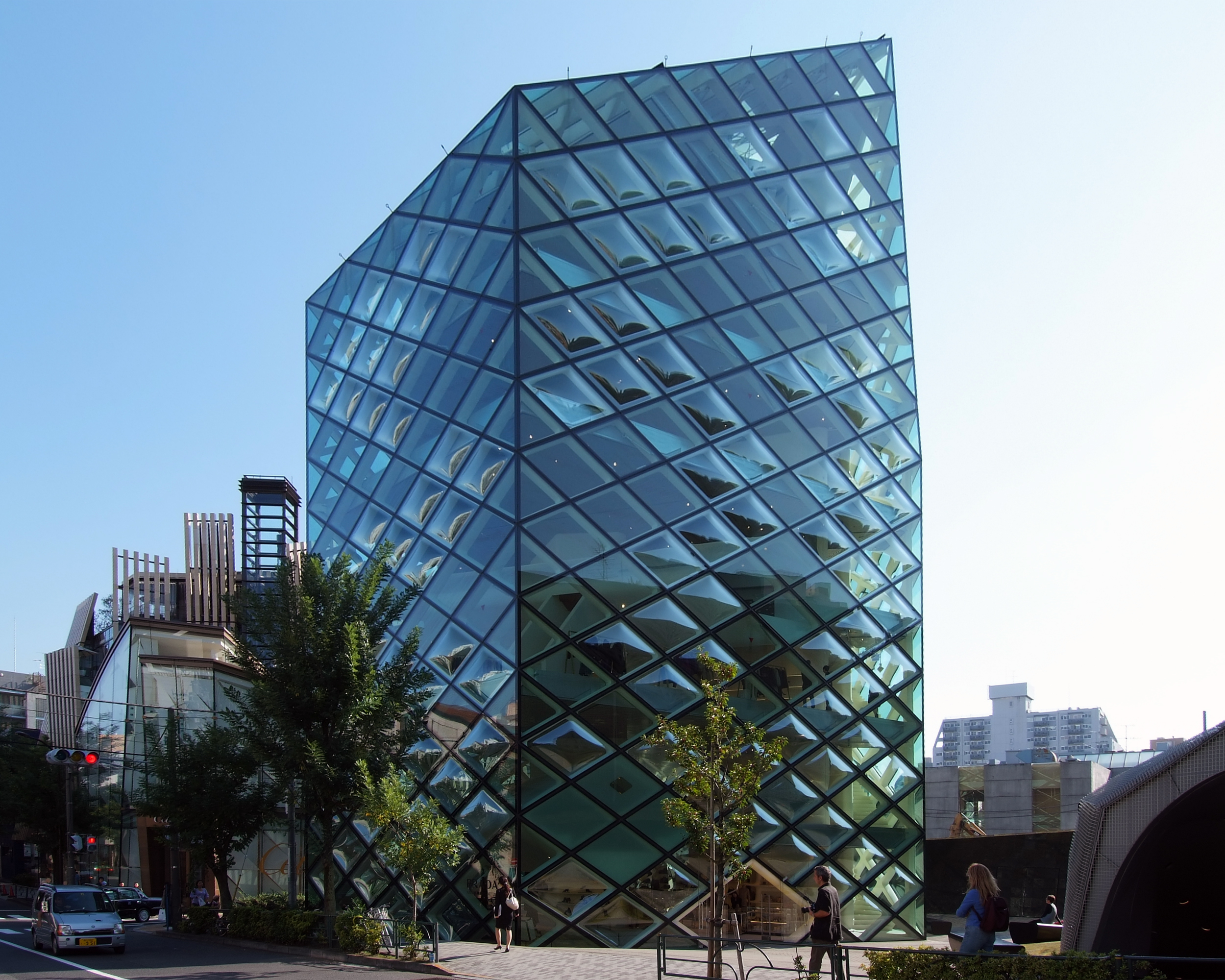
Pradaaffär i Tokyo

- Elbphilharmonie, Hamburg, invigt 2017
- Pekings Nationalstadion, Peking, Kina, invigt 2008
- Allianz Arena, München, Tyskland, 2002–05
- Prada kontor och butik, Tokyo, Japan, 2000–03
- Laban Dance Center, London, England, 1997–2002
- St. Jakob-Park, fotbollsstadion, Basel, Schweiz, 1996–2002
- Kontorsbyggnad för företaget Ricola AG, Laufen, Schweiz, 1998
- Ombyggnad av kratfverk till Tate Modern, London, England, 1998–2000
- Bostadshus, Rue des Suisses, Paris, Frankrike, 1998–2000
- Roche Pharma forskningsinstitut, Basel, Schweiz, 1999–2000
- Bostads- och handelshus, Dornacherplatz, Solothurn, Schweiz, 1998–2000
- Bostads- och handelshus, Herrnstrasse, München, Tyskland, 1998–2000
- Biblioteket vid högskolan Hochschule für nachhaltige Entwicklung Eberswalde, Eberswalde, Tyskland, 1997–99
- Museum Küppersmühle für Moderne Kunst, Duisburg, Tyskland, 1997–99
- ISP - Institute for Hospital Pharmaceuticals, Rossetti-området, Basel, Schweiz, 1997–98
- Casa Rudin, Leymen, Haute-Rhin, Frankrike, 1997
- Dominus vinfabrik, Yountville, Kalifornien, USA, 1996–98
- Zentrales Stellwerk, järnvägsstationen Basel SBB, Basel, Schweiz, 1994–98
- Ricola AG, fabriksutbyggnad, Laufen, Schweiz, 1989–91
- Bostadshus, Dresden, Tyskland, 1989
- Bostadshus, St. Alban-Tal, Basel, Schweiz, 1982